# الاپه
الاپه (به لاتین: Alépé) یک منطقهٔ مسکونی در ساحل عاج است که در Lagunes Region واقع شده‌است.

## خصوصیات
الاپه ۲٬۷۰۰ کیلومترمربع مساحت و ۱۰۷٬۰۰۰ نفر جمعیت دارد.